# Wild Is the Wind (canção)
"Wild Is the Wind" é uma canção escrita por Dimitri Tiomkin e Ned Washington. A faixa foi originalmente gravada por Johnny Mathis para o filme de 1957 Wild Is the Wind. Depois disso, Nina Simone a gravou no Nina Simone at Town Hall (1957) e também no álbum Wild Is The Wind (1966). David Bowie gravou uma versão em 1976 para o disco Station to Station. Ele era um admirador do estilo de Simone e, após ter um encontro com ela em Los Angeles, ficou inspirado em fazer sua versão da canção e pô-la no álbum. Em 1981, a versão de Bowie foi lançada como compacto/single e ele gravou um vídeo clipe especialmente para a ocasião.
Outros músicos também a regravaram, como por exemplo George Michael ou a baixista cantora de jazz Esperanza Spalding, além de existirem versões feitas por bandas como os Clan of Xymox e Cat Power.

## Versão de David Bowie

### Faixas
- A. "Wild Is the Wind" (Ned Washington, Dimitri Tiomkin) – 5:58
- B. "Golden Years" (David Bowie) – 3:22

### Créditos
Produtores:
- Harry Maslin
- David Bowie

Músicos:
- David Bowie: vocais, violão
- Carlos Alomar ou Earl Slick: guitarra
- George Murray: baixo
- Dennis Davis: bateria

### Vídeo promocional
Em 1981, foi gravado um vídeo promocional em preto e branco dirigido por David Mallet. No vídeo, Bowie e quatro músicos fingem estar gravando faixa num estúdio, sendo eles Tony Visconti (contrabaixo), Coco Schwab (guitarra), Mel Gaynor (bateria), e Andy Hamilton (saxofone).

### Gravações ao vivo
A faixa foi tocada em algumas apresentações da turnê Serious Moonlight. Uma gravação ao vivo no BBC Radio Theatre, em Londres, em 27 de junho de 2000, foi lançada no disco bônus do primeiro lançamento de Bowie at the Beeb, em 2000. Uma performance da faixa foi gravada para o programa TFI Friday, do Channel 4, e Bowie tocou a canção com Mike Garson no piano para o concerto de caridade Black Ball em Nova York, em novembro de 2006.